# Сант-Феліу-де-Льобрегат
Са́нт-Феліу́-де-Льобрега́т (кат. Sant Feliu de Llobregat) — муніципалітет і місто в Іспанії, в Автономній області Каталонія. Знаходиться у районі (кумарці) Баш-Льобрагат провінції Барселона, згідно з новою адміністративною реформою перебуватиме у складі баґарії Барселона.

## Населення
Населення міста (у 2007 р.) становить 42 273 осіб (з них менше 14 років - 15,5%, від 15 до 64 - 71,1%, понад 65 років - 
13,3%). У 2006 р. народжуваність склала 513 осіб, смертність - 257 осіб, приріст населення склав 181
осіб. У 2001 р. активне населення становило 21.615 осіб, з них безробітних - 2.104 осіб. 

Серед осіб, які проживали на території міста у 2001 р., 24.826 осіб народилися в Каталонії (з них
8.580 осіб у тому самому районі, або кумарці), 13.762 осіб приїхало з інших областей Іспанії, а 1.454 осіб приїхало з-за кордону. 

Університетську освіту має 11,4
% усього населення. 

У 2001 р. нараховувалося 13.979 домогосподарств (з них 14,1% складалися з однієї особи, 29,5% з двох осіб,
24,7% з 3 осіб, 23,8% з 4 осіб, 5,9% з 5 осіб, 1,3
% з 6 осіб, 0,3% з 7 осіб, 0,1% з 8 осіб і 0,1% з 9 і більше осіб).

Активне населення міста у 2001 р. працювало у таких сферах діяльності : у сільському господорстві - 0,5%, у промисловості - 33,8%, на будівництві - 8,9% і у сфері обслуговування -
56,8%. 

 У муніципалітеті або у власному районі (кумарці) працює 12.872 осіб, поза районом - 13.137 осіб. 

### Доходи населення
У 2002 р. доходи населення розподілялися таким чином :
| \| Доходи населення за статтями доходів \| Доходи населення за статтями доходів \| Доходи населення за статтями доходів \| \| Рік \| 2002 р. \| 2001 р. \| \| ------------------------------------ \| ------------------------------------ \| ------------------------------------ \| \| Заробітна платня \| 67,1% \| 69,4% \| \| Доходи від ведення бізнесу \| 19,5% \| 18% \| \| Соціальна допомога \| 13,4% \| 12,6% \| |         |         |
| Доходи населення за статтями доходів |         |         |
| Рік | 2002 р. | 2001 р. |
| Заробітна платня | 67,1%   | 69,4%   |
| Доходи від ведення бізнесу | 19,5%   | 18%     |
| Соціальна допомога | 13,4%   | 12,6%   |

### Безробіття
У 2007 р. нараховувалося 1.581 безробітних (у 2006 р. - 1.663 безробітних), з них чоловіки становили 39,5%, а жінки -
60,5%.

## Економіка
У 1996 р. валовий внутрішній продукт розподілявся по сферах діяльності таким чином :
| \| Валовий внутрішній продукт \| Валовий внутрішній продукт \| Валовий внутрішній продукт \| \| Рік \| 1996 р. \| 1991 р. \| \| -------------------------- \| -------------------------- \| -------------------------- \| \| Сільське господарство \| 0,2% \| 0,4% \| \| Промисловість \| 49,9% \| 54,2% \| \| Будівництво \| 5,4% \| 6,7% \| \| Послуги \| 44,5% \| 38,8% \| |         |         |
| Валовий внутрішній продукт |         |         |
| Рік | 1996 р. | 1991 р. |
| Сільське господарство | 0,2%    | 0,4%    |
| Промисловість | 49,9%   | 54,2%   |
| Будівництво | 5,4%    | 6,7%    |
| Послуги | 44,5%   | 38,8%   |

### Підприємства міста
Промислові підприємства.
| \| Промислові підприємства міста, за сферою діяльності \| Промислові підприємства міста, за сферою діяльності \| Промислові підприємства міста, за сферою діяльності \| \| Рік \| 2002 р. \| 2001 р. \| \| --------------------------------------------------- \| --------------------------------------------------- \| --------------------------------------------------- \| \| Енергетичні та водні ресурси \| 0,3% \| 0,3% \| \| Хімія та метали \| 8,1% \| 8,1% \| \| Переробка металів \| 52,6% \| 50,9% \| \| Продукти харчування \| 5,2% \| 5,1% \| \| Текстиль \| 6,6% \| 4,9% \| \| Виробництво меблів, видання \| 19,1% \| 21,1% \| \| Інше \| 8,1% \| 9,5% \| \| Усього підприємств \| 346 \| 369 \| |         |         |
| Промислові підприємства міста, за сферою діяльності |         |         |
| Рік | 2002 р. | 2001 р. |
| Енергетичні та водні ресурси | 0,3%    | 0,3%    |
| Хімія та метали | 8,1%    | 8,1%    |
| Переробка металів | 52,6%   | 50,9%   |
| Продукти харчування | 5,2%    | 5,1%    |
| Текстиль | 6,6%    | 4,9%    |
| Виробництво меблів, видання | 19,1%   | 21,1%   |
| Інше | 8,1%    | 9,5%    |
| Усього підприємств | 346     | 369     |

Роздрібна торгівля.
| \| Підприємства роздрібної торгівлі міста, за сферою діяльності \| Підприємства роздрібної торгівлі міста, за сферою діяльності \| Підприємства роздрібної торгівлі міста, за сферою діяльності \| \| Рік \| 2002 р. \| 2001 р. \| \| ------------------------------------------------------------ \| ------------------------------------------------------------ \| ------------------------------------------------------------ \| \| Продукти харчування \| 35,7% \| 36,9% \| \| Одяг та взуття \| 17,2% \| 16,8% \| \| Товари для дому \| 15,1% \| 14,4% \| \| Книги та періодичні видання \| 3,3% \| 3,4% \| \| Промислова хімічна продукція \| 8,1% \| 8,2% \| \| Продукція, пов'язана з транспортними засобами \| 3,9% \| 3,4% \| \| Інше \| 16,7% \| 17,0% \| \| Усього підприємств \| 569 \| 564 \| |         |         |
| Підприємства роздрібної торгівлі міста, за сферою діяльності |         |         |
| Рік | 2002 р. | 2001 р. |
| Продукти харчування | 35,7%   | 36,9%   |
| Одяг та взуття | 17,2%   | 16,8%   |
| Товари для дому | 15,1%   | 14,4%   |
| Книги та періодичні видання | 3,3%    | 3,4%    |
| Промислова хімічна продукція | 8,1%    | 8,2%    |
| Продукція, пов'язана з транспортними засобами | 3,9%    | 3,4%    |
| Інше | 16,7%   | 17,0%   |
| Усього підприємств | 569     | 564     |

Сфера послуг.
| \| Підприємства міста, що працюють у сфері послуг, за діяльністю \| Підприємства міста, що працюють у сфері послуг, за діяльністю \| Підприємства міста, що працюють у сфері послуг, за діяльністю \| \| Рік \| 2002 р. \| 2001 р. \| \| ------------------------------------------------------------- \| ------------------------------------------------------------- \| ------------------------------------------------------------- \| \| Гуртова торгівля \| 11,7% \| 11,7% \| \| Готелі та готельний бізнес \| 16,4% \| 17,1% \| \| Транспорт та зв'язок \| 27,0% \| 27,1% \| \| Посередницькі фінансові послуги \| 4,6% \| 4,6% \| \| Послуги підприємствам \| 7,4% \| 6,9% \| \| Послуги фізичним особам \| 24,3% \| 24,3% \| \| Нерухомість та ін. \| 8,7% \| 8,4% \| \| Усього підприємств \| 1.210 \| 1.171 \| |         |         |
| Підприємства міста, що працюють у сфері послуг, за діяльністю |         |         |
| Рік | 2002 р. | 2001 р. |
| Гуртова торгівля | 11,7%   | 11,7%   |
| Готелі та готельний бізнес | 16,4%   | 17,1%   |
| Транспорт та зв'язок | 27,0%   | 27,1%   |
| Посередницькі фінансові послуги | 4,6%    | 4,6%    |
| Послуги підприємствам | 7,4%    | 6,9%    |
| Послуги фізичним особам | 24,3%   | 24,3%   |
| Нерухомість та ін. | 8,7%    | 8,4%    |
| Усього підприємств | 1.210   | 1.171   |

## Житловий фонд
У 2001 р. 13,7% усіх родин (домогосподарств) мали житло метражем до 59 м², 56,1% - від 60 до 89 м², 22,6% - від 90 до 119 м² і
7,7% - понад 120 м².

З усіх будівель у 2001 р. 27% було одноповерховими, 28,8% - двоповерховими, 14,2
% - триповерховими, 6,9% - чотириповерховими, 9,9% - п'ятиповерховими, 7,3% - шестиповерховими,
2,8% - семиповерховими, 3% - з вісьмома та більше поверхами.

## Автопарк
| \| Автомобілі, зареєстровані у місті, за призначенням \| Автомобілі, зареєстровані у місті, за призначенням \| Автомобілі, зареєстровані у місті, за призначенням \| \| Рік \| 2006 р. \| 2005 р. \| \| -------------------------------------------------- \| -------------------------------------------------- \| -------------------------------------------------- \| \| Приватні автомобілі \| 73,4% \| 74,6% \| \| Мотоцикли \| 10,8% \| 9,9% \| \| Вантажівки \| 12,6% \| 12,5% \| \| Трактори \| 0,6% \| 0,6% \| \| Автобуси та ін. \| 2,6% \| 2,4% \| \| Усього автомобілів \| 23.932 шт. \| 23.699 шт. \| |            |            |
| Автомобілі, зареєстровані у місті, за призначенням |            |            |
| Рік | 2006 р.    | 2005 р.    |
| Приватні автомобілі | 73,4%      | 74,6%      |
| Мотоцикли | 10,8%      | 9,9%       |
| Вантажівки | 12,6%      | 12,5%      |
| Трактори | 0,6%       | 0,6%       |
| Автобуси та ін. | 2,6%       | 2,4%       |
| Усього автомобілів | 23.932 шт. | 23.699 шт. |

## Вживання каталанської мови
У 2001 р. каталанську мову у місті розуміли 93,7% усього населення (у 1996 р. - 92,1%), вміли говорити нею 66,7% (у 1996 р. - 
64,6%), вміли читати 68,8% (у 1996 р. - 64,3%), вміли писати 45,2
% (у 1996 р. - 39,9%). Не розуміли каталанської мови 6,3%.

## Політичні уподобання
У виборах до Парламенту Каталонії у 2006 р. взяло участь 18.699 осіб (у 2003 р. - 20.867 осіб). Голоси за політичні сили розподілилися таким чином:
| \| Вибори до Парламенту Каталонії \| Вибори до Парламенту Каталонії \| Вибори до Парламенту Каталонії \| \| Рік \| 2006 р. \| 2003 р. \| \| -------------------------------------- \| ------------------------------ \| ------------------------------ \| \| Конвергенція та Єднання (CiU) \| 25,1% \| 22,5% \| \| Соціалістична партія Каталонії (PSC) \| 33,3% \| 39,9% \| \| Народна партія (PP) \| 11,5% \| 13,1% \| \| Ініціатива за зелену Каталонію (IC) \| 13,5% \| 11,3% \| \| Республіканська лівиця Каталонії (ERC) \| 9,7% \| 11,9% \| \| Громадянська партія (C's) \| 4,6% \| 0,0% \| \| Інші \| 2,4% \| 1,3% \| |         |         |
| Вибори до Парламенту Каталонії |         |         |
| Рік | 2006 р. | 2003 р. |
| Конвергенція та Єднання (CiU) | 25,1%   | 22,5%   |
| Соціалістична партія Каталонії (PSC) | 33,3%   | 39,9%   |
| Народна партія (PP) | 11,5%   | 13,1%   |
| Ініціатива за зелену Каталонію (IC) | 13,5%   | 11,3%   |
| Республіканська лівиця Каталонії (ERC) | 9,7%    | 11,9%   |
| Громадянська партія (C's) | 4,6%    | 0,0%    |
| Інші | 2,4%    | 1,3%    |

У муніципальних виборах у 2007 р. взяло участь 17.308 осіб (у 2003 р. - 20.245 осіб). Голоси за політичні сили розподілилися таким чином:
| \| Муніципальні вибори \| Муніципальні вибори \| Муніципальні вибори \| \| Рік \| 2007 р. \| 2003 р. \| \| -------------------------------------- \| ------------------- \| ------------------- \| \| Конвергенція та Єднання (CiU) \| 12,5% \| 15,7% \| \| Соціалістична партія Каталонії (PSC) \| 37,1% \| 30,9% \| \| Народна партія (PP) \| 9,2% \| 12,4% \| \| Ініціатива за зелену Каталонію (IC) \| 29,7% \| 33,0% \| \| Республіканська лівиця Каталонії (ERC) \| 7,4% \| 8,1% \| \| Громадянська партія (C's) \| 0,0% \| 0,0% \| \| Інші \| 4,1% \| 0,0% \| |         |         |
| Муніципальні вибори |         |         |
| Рік | 2007 р. | 2003 р. |
| Конвергенція та Єднання (CiU) | 12,5%   | 15,7%   |
| Соціалістична партія Каталонії (PSC) | 37,1%   | 30,9%   |
| Народна партія (PP) | 9,2%    | 12,4%   |
| Ініціатива за зелену Каталонію (IC) | 29,7%   | 33,0%   |
| Республіканська лівиця Каталонії (ERC) | 7,4%    | 8,1%    |
| Громадянська партія (C's) | 0,0%    | 0,0%    |
| Інші | 4,1%    | 0,0%    |

## Релігія
- Центр Сант-Феліу-де-Льобрегатської діоцезії Католицької церкви.